# Tate Taylor
Tattoly John Taylor,(3 de junho de 1969) mais conhecido como Tate Taylor e um diretor e ator de cinema Norte-americano, muito conhecido pelo filme The Help, o qual foi indicado a 4 prêmios Oscar O filme é ambientado em Jackson, Mississippi, e estrela Emma Stone, Viola Davis, Octavia Spencer, Bryce Dallas Howard, Jessica Chastain, Sissy Spacek, Mike Vogel, Mary Steenburgen e Allison Janney. The Help teve boa critica e tornou-se um grande sucesso. Em 29 de Janeiro o elenco recebeu o Screen Actors Guild Awards de Melhor Elenco em cinema. Ele é um amigo próximo da escritora Kathryn Stockett, a quem ele conhece desde que eram na pré-escola juntos em Jackson.
Taylor, em seguida, dirigiu a cinebiografia de James Brown, Get on Up (2014), estrelado por Chadwick Boseman. Embora o filme tenha sido um sucesso de crítica, teve um desempenho comercial inferior. Seu próximo projeto The Girl on the Train , uma adaptação do livro de Paula Hawkins, foi lançado com críticas mistas, mas foi um sucesso de bilheteria, e tinha no elenco Emily Blunt que foi indicada ao Sag Awards de Melhor Atriz Principal - Cinema, Rebecca Ferguson, Haley Bennett, Justin Theroux e Luke Evans. Em agosto de 2018, Taylor foi anunciado para dirigir Jessica Chastain no filme de suspense de ação Ava. Em maio de 2019, Taylor lançou o filme de terror psicológico Ma , estrelado por sua colaboradora frequente Octavia Spencer. O filme, produzido por Jason Blum por meio de seu banner na Blumhouse Productions , foi um sucesso comercial e de crítica. Naquele mesmo mês, a Fox encomendou o primeiro projeto para televisão, Filthy Rich , em formato de série. Uma adaptação americana da série da Nova Zelândia estrelada por Kim Cattrall, estreou em setembro de 2020 e foi cancelada após uma temporada. O filme mais recente de Taylor é Breaking News in Yuba County lançado em 2021, estrelado por sua colaboradora frequente Allison Janney.

## Biografia
Taylor nasceu e foi criado em Jackson, Mississippi. Ele é um grande amigo do escritor Kathryn Stockett, a quem ele conhece desde que eram na pré-escola juntos em Jackson.
Taylor trabalhou por 15 anos em New York e Los Angeles. Embora Taylor estreou como diretor no cinema em Pretty Ugly People (2008), ele foi principalmente um ator durante a maior parte de sua carreira, em filmes como Inverno da Alma (2010).
Taylor o sucesso alcançado quando ele dirigiu o filme The Help (2011), baseado no romance de Stockett The Help. Ela deu-lhe os direitos para fazer a adaptação para o cinema em junho de 2008, antes que o livro foi publicado. Além de receber várias críticas positivas, o filme foi um grande sucesso comercial, ganhando mais de US $ 200 milhões no mundo inteiro, e foi nomeado para o Oscar de Melhor Filme.
Mais recentemente, ele dirigiu Get On Up (2014), um filme biográfico sobre o cantor James Brown, estrelado por Chadwick Boseman, que foi lançado em 1 de agosto de 2014. Embora o filme foi bem recebido criticamente, foi um fracasso comercial. A partir de 2011 vive em Wyolah Plantation e em Jefferson County, Mississippi.

### Carreira
Taylor trabalhou durante 15 anos em Nova Iorque e em Los Angeles. Embora ele tenha estreiado como diretor no cinema como filme Pretty Ugly People (2008), fez participações como ator,em filmes como Winter's Bone e Wannabe.
O sucesso veio quando ele dirigiu o filme The Help (2011), baseado no romance de Stockett de mesmo nome. Ela deu-lhe os direitos para fazer a adaptação para o cinema em Junho de 2008, antes do livro ser publicado. Além de receber críticas positivas, o filme foi um grande sucesso comercial, ganhando mais de $200 milhões em todo o mundo, e foi nomeado para o Oscar de Melhor Filme. Tate Taylor foi nomeado para e recebeu prêmios da indústria, incluindo o prêmio BAFTA de Melhor Roteiro Adaptado e dentre outros.
Taylor dirigiu recentemente o filme Get On Up (2014), um filme biográfico sobre o cantor James Brown, estrelado por Chadwick Boseman, que foi lançado em 1 de agosto de 2014.
Em 2016 foi escolhido para dirigir a adaptação cinematográfica do livro de mesmo nome The Girl on the Train(br: A menina no trem), e roteirizado por Paula Hawkins a autora do livro, que contara com a participação de Emily Blunt no papel principal, seguida de Rebecca Ferguson, Haley Bennett e Justin Theroux nos papeis coadjuvantes.

## Década de 2000

### Atuação e abandono
Tate se envolveu em alguns projetos como ator no cinema,voltados numa área do cinema independente. Romy e Michele onde interpretou Casey, foi seu primeiro crédito, creditado como Tattoly Taylor. Sou Espião em 2002 onde interpretou Percy, já creditado como Tate Taylor. Na década de 2000 seu credito mais relevante foi em Wannabe no papel de Gunner Dillyn, ao lado de Craig Robert Young e Octavia Spencer (com quem trabalharia futuramente como diretor), o filme foi bem recebido pela critica. Sem muito sucesso como ator, Tate participou de pequenos filmes, em algumas sérias de TV como Jovens Bruxas e Queer as Folk.
Seu ultimo crédito como ator foi em 2010. Em 2010 interpretou Mike Satterfield no drama Inverno da Alma, ao lado de Jennifer Lawrence, Sheryl Lee e John Hawkes. O filme recebeu elogio da critica especializada e foi indicado ao Oscar de melhor filme. Ele começou a se interessar pela carreira de diretor, se dedicando a sua carreira como diretor, sendo amigo e conhecendo algumas pessoas da industria consegui seu primeiro projeto, junto a sua amiga Kathryn Stockett na adaptação de seu livro The Help, foi convidado pela própria Stockett para dirigir a adaptação.

## Produção de The Help e escolha do elenco

Cartaz oficial de The Help

Em dezembro de 2009, a Variety informou que Chris Columbus, Michael Barnathan e Michael Radcliffe iriam produzir uma adaptação cinematográfica do livro The Help. Brunson Green da Harbinger Productions também irá co-produzi-lo. O filme será roteirizado e dirigido pelo amigo de infância da escritora do romance, Tate Taylor.
A notícia da primeira adição do elenco veio em março de 2010, quando foi divulgado que Emma Stone fora anexada ao projeto para desempenhar o papel de Skeeter Phelan. Posteriormente, outros atores foram confirmados no filme, os quais incluem: Viola Davis como Aibileen; Bryce Dallas Howard como Hilly Holbrook, principal antagonista da história; Allison Janney como Charlotte Phelan, a mãe de Skeeter; e Octavia Spencer, que vai interpretar Minny. Amiga de longa data de Stockett e Taylor, Spencer inspirou a personagem de Minny na obra de Stockett e retratou-a na versão audiobook do romance.
As filmagens de The Help estavam previstas para começar em julho de 2010 e se estender até outubro. A cidade de Greenwood, no Mississippi, irá ratratar a Jackson dos anos 1960; o produtor Brunson Green disse que esperava gravar noventa e cinco por cento do filme  por lá. Partes do longa-metragem também serão filmadas na Jackson real, assim como em Clarksdale, próxima e Greenville. The Help será a produção cinematográfica mais significativa no Mississipi desde o ano 2000 com O Brother, Where Art Thou?.
A fim de convencer os produtores a filmar em Greenwood, Tate Taylor e outros membros da produção já haviam chegado à cidade e foram a vários locais; em sua primeira reunião com os executivos da Dreamworks, ele os presenteou com um álbum de fotos de possíveis pontos onde filmar na área. O programa estadual de incentivo fiscal para cineastas também foi um atrativo fundamental na decisão. Cenas do escritório do fictício Jackson Journal foram filmadas em Clarksdale, no prédio que antigamente abrigou o Clarksdale Press Register por quarenta anos até abril de 2010.

## Reconhecimento da critica e elogios
Tate com sua estreia como diretor chamou muito a atenção dos críticos e publico. Seu primeiro trabalho ganhara reconhecimento mundial e inúmeros honrarias. Já em seu primeiro trabalho Tate conquistou uma bilheteria de $216.600,000 sendo um filme com um orçamento inferior a $25.000,000. The Help foi aclamado pelos críticos, e apareceu em inúmeras listas de revistas especializadas em cinema como sendo um dos 10 Melhores Filmes do Ano. Na temporada de premiações o filme foi ganhando espaço como um dos prováveis indicados ao Oscar em categorias técnicas e de atuação.
No temporada de premiações de prêmios da crítica The Help levou consigo o Broadcast Film Critics Association Awards de melhor elenco - cinema, Melhor atriz (Viola Davis) e Melhor Atriz Secundaria (Octavia Spencer), além de ter sido indicado em mais 5 categorias incluindo melhor filme. Foi indicado ao sindicado dos Atores (SAG Awards) vencendo três prêmios, o de melhor elenco - cinema, Melhor atriz (Viola Davis) e Melhor Atriz Secundaria (Octavia Spencer). No Globo de Ouro recebeu indicações na categoria de Melhor Filme - Drama, Melhor Canção Original (The Living Proof) Melhor Atriz Principal e Melhor Atriz Coadjuvante (Octavia Spencer e Jessica Chastain), vencendo apenas na categoria de Melhor Atriz Coadjuvante, o prêmio foi para Octavia Spencer. Foi indicado ao Oscar, na categoria de Melhor Filme, Melhor Atriz Principal e Melhor Atriz Coadjuvante (Octavia Spencer e Jessica Chastain), vencendo apenas na categoria de Melhor Atriz Coadjuvante, o prêmio foi para Octavia Spencer que foi aclamada pelo pape, assim como Viola Davis e Jessica Chastain. Na academia britânica o BAFTA o filme venceu na categoria de Melhor Atriz Coadjuvante (Octavia Spencer) e foi indicado nas categorias Melhor Atriz (Viola Davis), Melhor roteiro (Tate Taylor) e um prêmio apra Jessica Chastain também como Coadjuvante. Tate recebeu indicações no Broadcast Film Critics Association Awards para melhor roteiro adaptado, no Satellite Awards para Melhor Diretor e Melhor Roteiro Adaptado, além de inúmeros indicações em premiações em cidade como Nova York, Toronto, Houston, Londres e Washington.

## Produção de The Girl on the Train e escolha do elenco
Em 24 de março de 2014, a DreamWorks Pictures adquiriu os direitos de filmagem do romance de Paula Hawkins intitulado The Girl on the Train. Em 13 de janeiro de 2015, Erin Cressida Wilson foi contratado para escrever o roteiro para o filme. Em 21 de maio, 2015, a DreamWorks contratou Tate Taylor para dirigir o filme. Em 4 de junho de 2015, TheWrap informou que Emily Blunt escolhida para o papel-título, a solitária e divorciada alcoólica Rachel Watson. O estúdio tinha escalado também Kate Mara alguns dos outros dos três papéis principais. Em julho de 2015, a autor disse ao The Sunday Times que a fixação do filme seria transferida de Londres para Westchester, Nova York. Em 18 de agosto de 2015, foi confirmada a participação de Rebecca Ferguson e Em 24 de agosto, 2015, Haley Bennett foi adicionado ao elenco como uma das duas antagonistas (junta a Ferguson).
Em 21 de setembro, 2015, foi relatado que Jared Leto e Chris Evans estavam em negociações para se juntar ao filme, onde Evans iria interpretar Tom, ex-marido de Rachel, e Leto iria interpretar o marido do Bennett. Em 22 de outubro, 2015, Édgar Ramírez se juntou ao elenco. Em 27 de outubro, 2015, Justin Therouxfoi escalado para o filme como substituindo Evans, que deixou o filme devido a um conflito de agendas. Em 28 de outubro, 2015, Variety informou que Allison Janney se juntou elenco do filme para interpretar uma detetive da polícia. Em 03 de novembro de 2015, Lisa Kudrow foi escalado para o filme para interpretar Martha, uma ex-colega de trabalho de Tom(Theroux). Em 4 de Novembro, 2015, The Hollywood Reporter confirmou que Luke Evans como substituto de Leto, que deixou o filme devido a um problema de agendamento. Em 07 de janeiro de 2016, foi anunciado que Laura Prepon se juntou ao elenco como Cathy, amiga da faculdade de Rachel Watson.
A fotografia principal do filme começou em 04 de novembro de 2015, em New York City. No final de novembro de 2015, as filmagens também aconteceu em White Plains. O filme foi bem nas bilheterias,com um orçamento estimado em $ 45,000,000 arrecadando mais de $ 172.600.000, o filme recebeu criticas mistas em relação a critica especializada, o desempenho de Blunt, Bennett e Fergunson foram particularmente acalmados pela critica internacional sendo Emily Blunt indicada ao SAG Awards de melhor atriz principal e ao BAFTA de Melhor Atriz Principal, o filme também recebeu indicações a prêmios como People's Choice Awards como melhor suspense, e uma vitória no Hollywood Film Awards de melhor produção.

## Produção deMAe escolha do elenco
Uma conversa que teve com Octavia Spencer em que ela disse que estava "cansada de receber o mesmo papel e nunca chegar ser uma liderança".  Os dois são amigos de longa data, tendo trabalhado juntos em filmes como The Help e Get on Up, Jason Blum e Taylor, que são amigos há alguns anos, se conheciam socialmente, Taylor foi ao escritório de Blum, reiterando: "Eu quero fazer algo realmente diferente. Ele leu o roteiro de Scotty Landes do filme, que a Blumhouse Productions comprou no dia anterior. Embora o rascunho original tenha sido escrito com uma mulher branca no papel-título, Taylor pensou imediatamente em Spencer.  Ele foi até o salão, ligou para Spencer e perguntou se ela gostaria de estar em um filme de terror; sem ler o roteiro, Spencer embarcou no projeto. without reading the script, Spencer boarded the project. Não havia história para o personagem-título no roteiro original, o que fez dela "um monstro completo que nenhum membro da platéia poderia simpatizar".
A fotografia principal do filme começou em fevereiro de 2018, as filmagens ocorreram no Mississippi, com partes gravadas em Natchez, e embrulhadas em março de 2018. Em 16 de junho de 2019, Ma arrecadou US $ 40,3 milhões nos Estados Unidos e no Canadá e US $ 11,4 milhões em outros territórios, para um total mundial de US $ 51,7 milhões, contra um orçamento de produção de US $ 5 milhões, foi um sucesso de bilheteria levando em conta seu orçamento.
No site de agregadores de revisão como o Rotten Tomatoes, o filme detém uma classificação de aprovação de 57% com base em 155 avaliações, com uma classificação média de 5,67 / 10. No Metacritic, que atribui uma classificação normalizada às revisões, o filme tem uma pontuação média ponderada de 53 em 100, com base em 39 críticos, indicando "revisões mistas ou médias".

## Produção de Breaking News In Yuba County e escolha do elenco
Em outubro de 2018, foi anunciado que Allison Janney e Laura Dern haviam se juntado ao elenco do filme, com Tate Taylor dirigindo a partir de um roteiro de Amanda Idoko. Taylor, Jake Gyllenhaal,  e Franklin Leonard atuarão como produtores sob a bandeira NineStories e Wyolah Films, enquanto a AGC Studios produzirá. Em maio de 2019, Mila Kunis, Regina Hall, Awkwafina, Samira Wiley, Bridget Everett, Jimmi Simpson e Keong Sim se juntaram ao elenco do filme, com Juliette Lewis, Ellen Barkin e Wanda Sykes em negociações avançadas para ingressar. Laura Dern já estava a bordo, mas teve que abandonar a produção por motivos de agendamento. Em junho de 2019, Dominic Burgess, Matthew Modine e Chris Lowell se juntaram ao elenco do filme. Em julho de 2019, Clifton Collins Jr.. In July 2019, Clifton Collins Jr. joined the cast of the film. se juntou ao elenco do filme. No site agregador de críticas Rotten Tomatoes, o filme detém um índice de aprovação de 11% com base em 36 críticas, com média de 4,00/10. De acordo com o Metacritic , que fez uma amostragem de sete críticos e calculou uma pontuação média ponderada de 24 em 100, o filme recebeu "críticas geralmente desfavoráveis".

## Vida Pessoal
Nasceu em Jackson, Mississippi com o nome Tattoly John Taylor, possui descendência inglesa por parte paterna e checa e alemã por parte materna.  Taylor é abertamente gay e mantém um relacionamento com o produtor John Norris.

## Como diretor
| Ano                        | Titulo                       | Notas | referencias                 |
| -------------------------- | ---------------------------- | --- | --------------------------- |
| 2003                       | Chicken Party                | No elenco: Octavia Spencer e Allison Janney, atrizes escolhidas por Tate para trabalhar com ele em The Help | [ 74 ]                      |
| 2008                       | Pretty Ugly People           | | [ 75 ]                      |
| 2011                       | The Help                     | Indicações Óscar de Melhor Filme Globo de Ouro de melhor filme dramático BAFTA de Melhor Roteiro Adaptado Broadcast Film Critics Association Awards de Melhor Filme Broadcast Film Critics Association Awards de Melhor Roteiro Adaptado Chicago Film Critics Association Awards de Melhor Filme Satellite Awards de Melhor Diretor Satellite Awards de Melhor Roteiro Adaptado Prêmios Phoenix Film Critics Society Awards de Melhor Roteiro Adaptado Central Florida Film Festival de Melhor Roteiro Adaptado | [ 76 ] [ 77 ]               |
| 2014                       | Get on Up                    | | [ 78 ] [ 79 ]               |
| 2016                       | The Girl on the Train        | Prêmios Hollywood Film Awards de Melhor Produção-Cinema Indicações People's Choice Awards de Melhor filme de Thriller-suspense | [ 1 ] [ 50 ]                |
| 2019                       | Ma                           | US $ 51,7 milhões de bilheterias mundias com um orçamento de US $ 5 milhões. | [ 81 ] [ 82 ]               |
| 2020                       | Ava                          | conta com Jessica Chastain como Eve e ainda com Colin Farrell e Geena Davis no elenco. | [ 83 ] [ 86 ] [ 87 ] [ 88 ] |
| 2021                       | Breaking News In Yuba County | Pós-produção conta com Allison Janney e Laura Dern no elenco. | [ 91 ] [ 91 ]               |
| Sem data para o lançamento | Versailles '73               | Pós-produção | [ 92 ]                      |

## Como Ator
| Ano  | Titulo           | papel            |
| ---- | ---------------- | ---------------- |
| 1997 | Stick Up         | Boyd             |
| 1997 | Romy e Michele   | Casey            |
| 2000 | Auto Motives     | Dusty            |
| 2001 | Caminho Selvagem | Chester Patton   |
| 2002 | Sou Espião       | Percy            |
| 2005 | Wannabe          | Gunner Dillyn    |
| 2010 | Winter's Bone    | Mike Satterfield |

## Ligações Externas
- Tate Taylor. no IMDb.